# Triazikvon
Triazikvon je lek koji se koristi u hemoterapiji.
On je alkilirajući agens. On može da reaguje sa DNK da formira međulančane veze.